# 高宜新
高宜新（1943年1月—2011年12月15日），陕西佳县人；原西北农学院水利系毕业。1965年10月，加入中国共产党，是中共第十五届中央候补委员。曾任中共延安市委书记，第九届、十届陕西省人大常委会副主任。

## 生平
1963年9月，高宜新考入原西北农学院（今西北农林科技大学）水利系水利专业学习。毕业后，曾在陕西省延安县柳林公社插队锻炼。1970年5月，调入延安地区革委会政工组，开启从政之路。
此后，高宜新长期在延安工作；历任共青团延安地委常委，中共延安地委组织部秘书科负责人、副科长、科长，地委组织部副部长；1984年1月至1990年5月，任中共富县县委副书记、县长，县委书记。1990年5月，升任中共陕西省纪律检查委员会常委、省政府纠风办副主任；1996年4月，返回延安，出任地委书记。1996年11月15日，经国务院批准，延安地区和县级延安市撤销，改设省辖市。1997年1月，高宜新被任命为首任中共延安市委书记，并在当年9月召开的中共十五大上，当选候补中央委员。
2001年2月,在陕西省第九届人民代表大会第四次会议上，高宜新被增选为陕西省人大常委会副主任；2003年1月，连任；2008年，届满离职。
2011年12月15日，病逝西安，享年68岁。